# Tannenberg (computerspel)
Tannenberg is een multiplayer first-person shooter, ontwikkeld door de Nederlandse computerspelontwikkelaars M2H en BlackMill Games. Het spel maakt deel uit van de WW1 Game Series en wordt beschouwd als een vervolg op Verdun en een voorloper van Isonzo. Het spel speelt zich af aan het Oostfront tijdens de Eerste Wereldoorlog, en is geïnspireerd door de Slag bij Tannenberg uit 1914. Het werd oorspronkelijk uitgebracht via Steam voor Windows, macOS en Linux op 13 februari 2019, na een early access-periode vanaf november 2017. Vervolgens verscheen het spel op 24 juli 2020 voor de PlayStation 4 en Xbox One, en op 15 juni 2021 voor PlayStation 5 en Xbox Series X/S.

## Spelverloop
De primaire spelmodus van Tannenberg heet 'Maneuver', waarin twee teams van maximaal 32 spelers strijden om de controle over strategisch belangrijke sectoren op de kaart. De consoleversies ondersteunen maximaal veertig spelers per gevecht. Het spel legt de nadruk op realisme; zo is munitie vaak beperkt beschikbaar en kunnen wapens haperen.

### Maps en troepen
Tannenberg richt zich op de strijd tussen troepen van het Russische Rijk en de Centrale Mogendheden. Het spel bevat maps die zijn geïnspireerd op diverse veldslagen aan het Oostfront. Bij de lancering waren onder andere maps gebaseerd op de Slag bij Tannenberg (augustus 1914), Slag in de Karpaten (december 1914), de Slag bij Bolimov (januari 1915) en het Broesilovoffensief (juni 1916) beschikbaar. De maps in Tannenberg zijn over het algemeen groter en meer open dan de loopgraven-georiënteerde maps van Verdun.
Naast de oorspronkelijke maps werden tijdens de early access-periode updates uitgebracht, zoals de toevoeging van Roemeense troepen en een map gebaseerd op de Slag in de Oituzvallei in september 2018. Deze toevoeging kreeg aandacht in de Roemeense nationale pers, aangezien representatie in computerspellen zeldzaam is.
Bij de volledige release op 13 februari 2019 werden Bulgaarse troepen als nieuwe factie geïntroduceerd. Op 17 oktober 2019 werd er wederom een nieuwe map, getiteld 'Ukraine', aan het spel toegevoegd. Volgens de ontwikkelaar was deze map geïnspireerd door onder andere het Broesilovoffensief en het Kerenskioffensief.
Gelijktijdig met de release op consoles werd een nieuwe map, Przemyśl, toegevoegd aan zowel de console- als de pc-versies. Deze map is gebaseerd op de gevechten rond de vestingstad Przemyśl in Oostenrijk-Hongarije, de locatie van de langste belegering tijdens de Eerste Wereldoorlog. Volgens de ontwikkelaars biedt de map met zijn grote fortificaties een andere gameplay-ervaring dan de meer open terreinen van eerdere maps.

### Speciale evenementen
Op 11 november 2018, ter gelegenheid van de honderdjarige herdenking van de Wapenstilstand, organiseerden de ontwikkelaars een evenement waarbij spelers werden opgeroepen tot twee minuten stilte in het spel.
Naast de reguliere gameplay introduceerden de ontwikkelaars periodiek een speciaal, tijdelijk evenement genaamd de 'Wolf Truce'. Dit evenement, voor het eerst gehouden in april 2019, was volgens de ontwikkelaars geïnspireerd door historische, mogelijk overdreven, meldingen van wolven die soldaten aanvielen aan het Oostfront. Tijdens dit evenement worden beide strijdende partijen aangevallen door AI-gestuurde wolven. Spelers krijgen de keuze om de onderlinge strijd tijdelijk te staken en gezamenlijk de wolven te bestrijden, of om door te vechten.

## Ontwikkeling

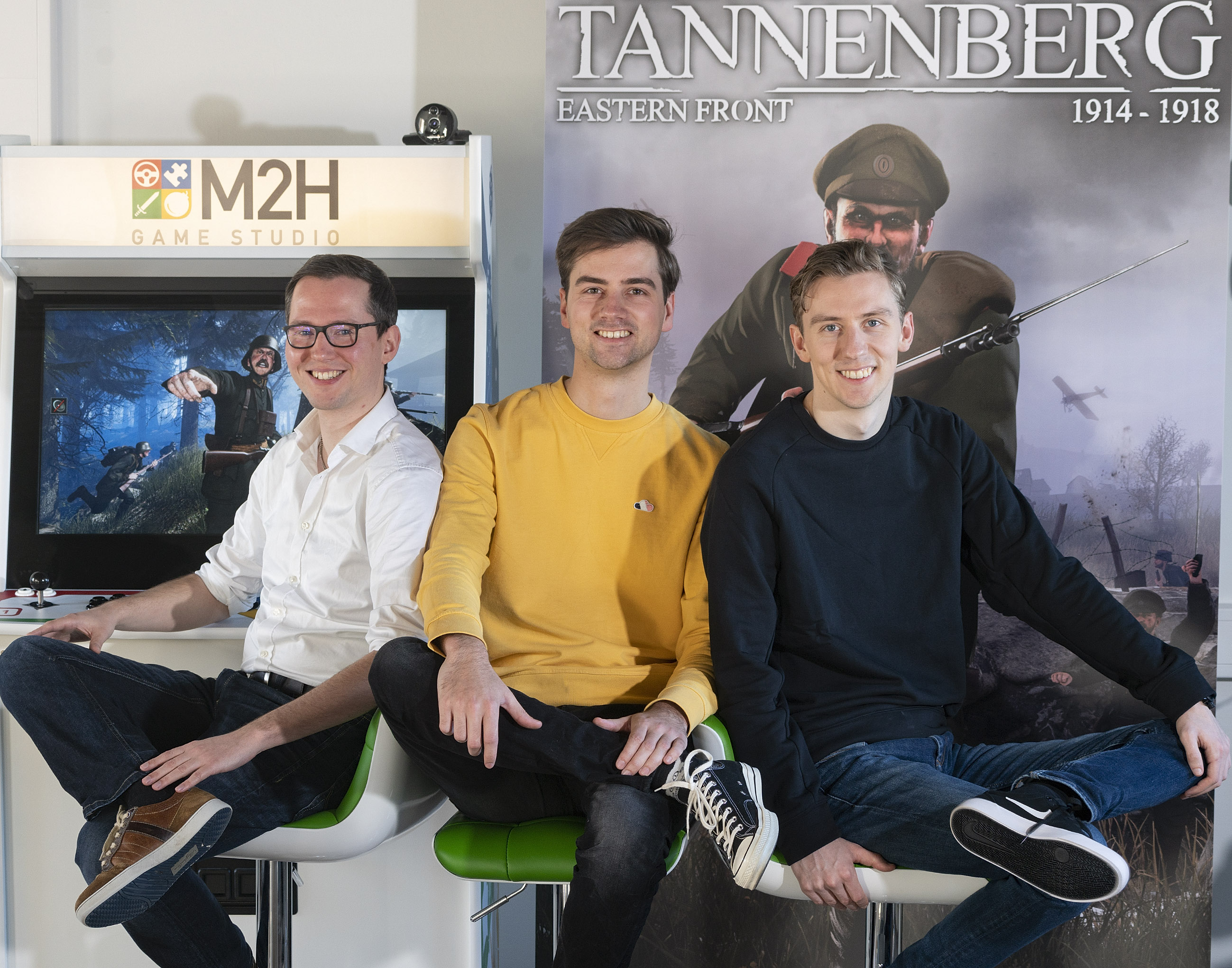
(v.l.n.r.) Jos Hoebe van BlackMill Games, Mike en Matt Hergaarden van M2H

Tannenberg werd ontwikkeld in Unity door de studio's M2H en BlackMill Games. De ontwikkeling vond grotendeels onafhankelijk plaats, zonder de betrokkenheid van externe investeerders. Na een korte samenwerking met Spil Games tijdens de ontwikkeling van Verdun, werd voor Tannenberg ook geen externe uitgever meer ingeschakeld.
Het oorspronkelijke concept voor Tannenberg ontstond intern als downloadbare inhoud voor Verdun. Na ongeveer een half jaar ontwikkeling besloten de makers echter om van het project een zelfstandige titel te maken. In dezelfde periode werd het overkoepelende merk WW1 Game Series geïntroduceerd. Dit merk diende zowel ter verduidelijking van de samenwerking met BlackMill Games als als fundament voor toekomstige titels binnen dezelfde reeks.
Tijdens de ontwikkelfase bestond het kernteam uit circa vijftien fulltime medewerkers, aangevuld met externe specialisten op het gebied van onder meer audio en gebruikersinterface. De maps  werden gebaseerd op geografische data van de daadwerkelijke locaties, die vervolgens geschaald en aangepast werden voor gameplay. Het ontwerpproces omvatte het balanceren van de historische nauwkeurigheid met de noodzaak voor speelbare omgevingen.

### Consoleversies
De ontwikkeling van de consoleversies werd intern uitgevoerd. Dit besluit volgde op ontevredenheid over de consolepoort van Verdun die Abstraction had verzorgd. Volgens Mike Hergaarden, medeoprichter van M2H, profiteerde de ontwikkeling van de consoleversie van de ervaring die was opgedaan met de remaster van Verdun. Medeontwikkelaar Jos Hoebe van BlackMill Games specificeerde dat het werk bestond uit drie hoofdonderdelen: het volledig herzien van de gebruikersinterface voor controllers, optimalisaties vanwege de beperktere hardware van consoles, en het doorlopen van het certificeringsproces van Sony en Microsoft, wat soms tot vertragingen kon leiden. Extra tijd werd geïnvesteerd om gebruik te maken van de verbeterde hardware van de PlayStation 4 Pro en Xbox One X.

## Uitgave
Het spel doorliep een gesloten bètatest en werd op 17 november 2017 uitgebracht als early access-titel via Steam voor Windows, Linux en macOS. Deze fase, door de ontwikkelaars aangeduid als een open bètatest, was oorspronkelijk gepland tot begin 2018, maar de uiteindelijke volledige uitgave voor pc volgde op 13 februari 2019. De versies voor PlayStation 4 en Xbox One werden op 24 juli 2020 gelanceerd. Op 15 juni 2021 werden er versies voor de PlayStation 5 en Xbox Series X/S uitgebracht. Bezitters van de PlayStation 4- of Xbox One-versie kregen een gratis upgrade naar de next-gen versie.
Na de uitgave op pc werden Tannenberg en Verdun technisch samengevoegd via een 'Merge Update'. Ze bleven los verkrijgbaar, maar deelden voortaan hetzelfde uitvoerbare bestand op basis van Unity. Hierdoor konden technische verbeteringen, zoals het belichtings- en weersysteem uit Tannenberg, makkelijker worden toegepast in Verdun, en werd onderhoud vereenvoudigd. De spellen bleven gescheiden vanwege de verschillende gameplay en de omvang van Tannenberg. Spelers met beide titels kunnen via het hoofdmenu wisselen tussen de spellen.

## Ontvangst
Tannenberg kreeg over het algemeen gemengde recensies. Critici prezen de historische nauwkeurigheid en de authentieke sfeer van het spel. De gedetailleerde weergave van de unieke setting aan het Oostfront tijdens de Eerste Wereldoorlog, een minder vaak belicht strijdtoneel, inclusief omgevingen, uniformen en wapens, werd vaak als een sterk punt genoemd. De focus op tactische, strategische en meer methodische gameplay, in tegenstelling tot snellere shooters, werd door recensenten gewaardeerd, waarbij sommigen de gameplay ondanks het realisme als "spannend en bevredigend" omschreven.
Aan de andere kant was een van de meest prominente kritiekpunten de lage spelerspopulatie op de online servers. Destructoid stelde het spel niet aan te kunnen raden vanwege het feit dat het aantal spelers "veel te laag" is. Dit bemoeilijkte de multiplayer-ervaring en leidde tot een sterke afhankelijkheid van AI-gestuurde bots, die vaak als onbetrouwbaar werden beoordeeld. Destructoid merkte op dat Tannenberg de potentiële spelersgroep verdeelde met zijn voorganger Verdun; spelers geïnteresseerd in deze niche moesten kiezen tussen de twee spellen, wat resulteerde in lagere spelersaantallen voor beide. Door de sterke nadruk op realisme en het tragere tempo werd het spel door anderen als niche bestempeld, of omschreven als een "ietwat saaie" en "trage" ervaring. Verdere kritiek omvatte technische problemen zoals bugs en glitches, en visuele beperkingen die erop wezen dat het spel met een beperkt budget was ontwikkeld. Met name de consoleversies kregen soms kritiek op technische prestaties zoals instabiele framerates.

## Vervolg
Het vervolg, Isonzo, verscheen in 2022 en verplaatste de setting naar het bergachtige Italiaanse front. De ervaringen en lessen die werden opgedaan met de ontwikkeling en ontvangst van Tannenberg werden volgens de ontwikkelaars meegenomen bij het maken van de volgende titel in de serie.

## Nalatenschap
In 2019 werd Tannenberg, als onderdeel van het bedrijfsarchief van M2H, opgenomen in de collectie van het Regionaal Archief Alkmaar. Het archief stelt het spel vanaf 2034 gratis en zonder DRM beschikbaar.